# 이시게정
이시게정(石下町)은 이바라키현 유키군에 있던 정이다.
2006년 1월 1일, 미즈카이도시가 이시게정을 편입 합병하면서 조소시로 개칭하여 자치체는 소멸하였다.

## 지리
- 이바라키현 서남부(현 서부)에 위치하며, 촌 중앙을 기누가와 강이 흐르고 있다.
- 동서 9km, 남북 6km에 이르는 촌이다.
- 동쪽으로 쓰쿠바산을 바라볼 수 있으며, 쓰쿠바 연구학원 도시에 인접해 있다.

## 역사
- 1889년 4월 1일 - 정촌제 시행에 의해 도요다군 이시게촌이 성립하였다.
- 1896년 4월 1일 - 군 재편에 따라 유키군이 성립하여, 이시게촌은 유키군에 속하게 되었다.
- 1897년 7월 3일 - 정으로 승격해 이시게정이 되었다.
- 2006년 1월 1일 - 미즈카이도시에 편입, 미즈카이도시는 당일 조스시로 개칭되어, 동일 이시게정은 폐지되었다.

## 교통

### 철도
- 간토 철도 조소선

### 도로
- 국도 제294호선